# François Tristan L’Hermite

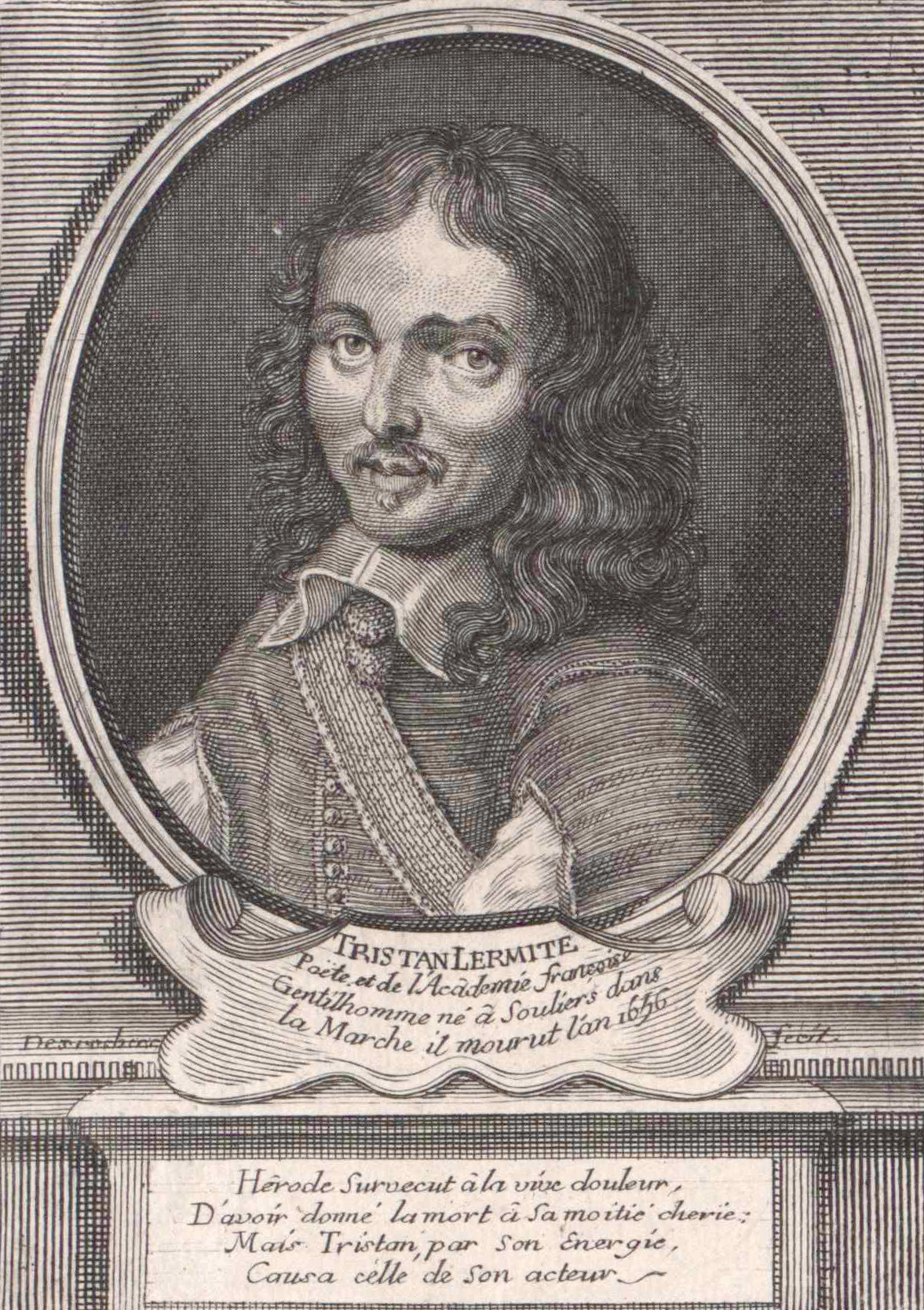
François Tristan L’Hermite (1601–1655)

Tristan L’Hermite /trisˈtɑ̃ lɛrˈmit/ (eigentlich François L’Hermite, seigneur du Solier; * 1601 auf Schloss Solier/Marche; † 11. September 1655 in Paris) war ein französischer Schriftsteller.

## Leben und Werk
Der in der Literaturgeschichte unter seinem Pseudonym „Tristan“ figurierende Autor wurde von den Zeitgenossen sehr geschätzt und gilt heute als ein typischer Repräsentant des literarischen Barock.
Er stammte aus einer alten, aber verarmten Adelsfamilie. Schon als 5-Jähriger wurde er Page bei einem legitimierten Bastard von König Heinrich IV., wobei er, teils als Spielgefährten, viele hochadelige Personen kennenlernte. Mit 13 erstach er in einem Duell einen königlichen Gardisten und musste fliehen. Nach einem unsteten Wanderleben vor allem in England und Schottland kehrte er 1619 nach Frankreich zurück, trat in die Dienste eines höherrangigen Adeligen und wurde vom jungen König Ludwig XIII. begnadigt. 1621 avancierte er sogar zum gentilhomme ordinaire (einer Art Edeldomestik) bei Gaston d’Orléans, dem aufsässigen jüngeren Bruder des Königs, dem er bis 1634 diente und mehrfach bei dessen Verbannungen vom Hof ins Exil folgte.
Nachdem er sich schon seit etwa 1624 unter dem Pseudonym „Tristan“ literarisch betätigt hatte, versuchte er ab 1634 als Autor zu leben, d. h. von den Zuwendungen verschiedener Mäzene, aber auch von der Vermarktung seiner Werke, insbes. seiner Theaterstücke. Dies schloss nicht aus, dass er von Zeit zu Zeit wieder in die Dienste hochstehender Personen trat, z. B. Gastons oder des Herzogs von Guise.
1633 war das Gedichtbändchen Les Plaintes d’Acante („Acantes Klagen“) sein Durchbruch. 1638 gab er seine Lyrik gesammelt heraus als Les amours de Tristan („Tristans Verliebtheiten/Liebschaften“). 1636 verfasste er das erste und erfolgreichste seiner rund zehn Stücke, die Tragödie La Marianne, die den Herodes-Mariamne I.-Stoff aus der jüdischen Geschichte behandelt. 1642 stellte er Le Page disgrâcié fertig („Der in Ungnade gefallene Page“), einen autobiografischen Roman im Stil der Picaro-Romane, der den jungen Tristan als Spielball eines launischen Schicksals zeigt und als einer der ersten französischen autobiografischen Romane von Bedeutung gilt.
1648 wurde er in die Académie française aufgenommen. Bald nach seinem Tod jedoch geriet er (ähnlich wie z. B. Théophile de Viau) in den Schatten der Generation der Klassiker, die nach ihm die literarische Bühne betrat und alle Autoren davor als zweitrangig erscheinen ließ.